# ساب 900
ساب 900  (بالإنجليزية: Saab 900)‏ هي سيارة مدمجة من صناعة ساب للسيارات أنتجت في 1978 وتوقف إنتاجها في 1998.